# Miroslav Peterka (fotograf)
Miroslav Peterka (1. prosince 1924 Mšené-lázně – 15. listopadu 1990 Praha) byl český fotograf.

## Život
V letech 1939–1943 vystudoval Státní grafickou školu v Praze. Poté byl až do roku 1945 totálně nasazen v ČKD Karlín. Po válce působil až do roku 1949 jako fotoreportér v deníku Obrana lidu, poté do roku 1953 jako fotoreportér v agentuře ČTK. V letech 1952–1966 byl členem Svazu československých výtvarných umělců, a působil jako samostatný výtvarník. Hlavní činností byla fotodokumentace k článkům nejen v Literárních novinách, ale i v dalších časopisech (Svět v obrazech, Květy). V časopisu Svět v obrazech otiskl v letech 1956-1957 více než dvě desítky reportáží. Fotografoval většinu divadelních premiér a portrétoval většinu našich slavných divadelních a filmových herců tehdejší doby. Vytvořil archiv téměř všech žijících českých spisovatelů a většiny zahraničních spisovatelů, kteří navštívili Prahu jako hosté Svazu československých spisovatelů. Přes deset let pravidelně fotografoval koncerty a hosty hudebního festivalu Pražské jaro. Z této činnosti vzniklo několik výstav a byly vydány fotografické knihy.
V letech 1966–1969 pracoval jako fotoreportér týdeníku Květy. Kromě reportáží po celé naší republice byl vyslán redakcí i na Olympijské hry v Mexiku v roce 1968. V květnu 1969, na protest proti novému normalizačnímu vedení týdeníku Květy, solidárně s ostatními členy redakce ukončil pracovní poměr. Následně měl jako člen Svazu výtvarných umělců povolen roční pobyt v NSR do roku 1970. Vzhledem k finančním a smluvním pracovním závazkům v časopisu Bild Zeitung žádal o prodloužení pobytu, což nebylo povoleno, a v zahraničí setrvával dál jako emigrant. Po skončení pracovního poměru v časopisu Bild Zeitung v roce 1971 odjel do New Yorku, kde pracoval pro časopisy Life, Look a Stern a jako reklamní fotograf ve studiích American Art Agency a pro Times Sport. Během pobytu v USA uspořádal v Kalifornii tři fotografické výstavy, zaměřené hlavně na propagaci Československa a její kultury.
V roce 1973 se vrátil do ČSSR. Přestože se vrátil na amnestii prezidenta republiky, byl jako bývalý emigrant pět let perzekvován a nebylo mu povoleno vykonávat jeho povolání. Živil se proto jako kopáč při budování pražského metra, topič OPBH a dělník v JZD. V roce 1978 nastal obrat k lepšímu a byl vzat do evidence Svazu českých výtvarných umělců. Spolupracoval na uspořádání celostátních výstav, reprezentujících Československo doma i v zahraničí. Mohl pracovat jako externí spolupracovník fotooddělení Československé televize a Metrostavu až do odchodu do důchodu v roce 1984.
Jeho synem je badatel v oblasti teratologie a vedoucí vědecký pracovník Ústavu experimentální medicíny AV ČR Doc. MUDr. Miroslav Peterka DSc.

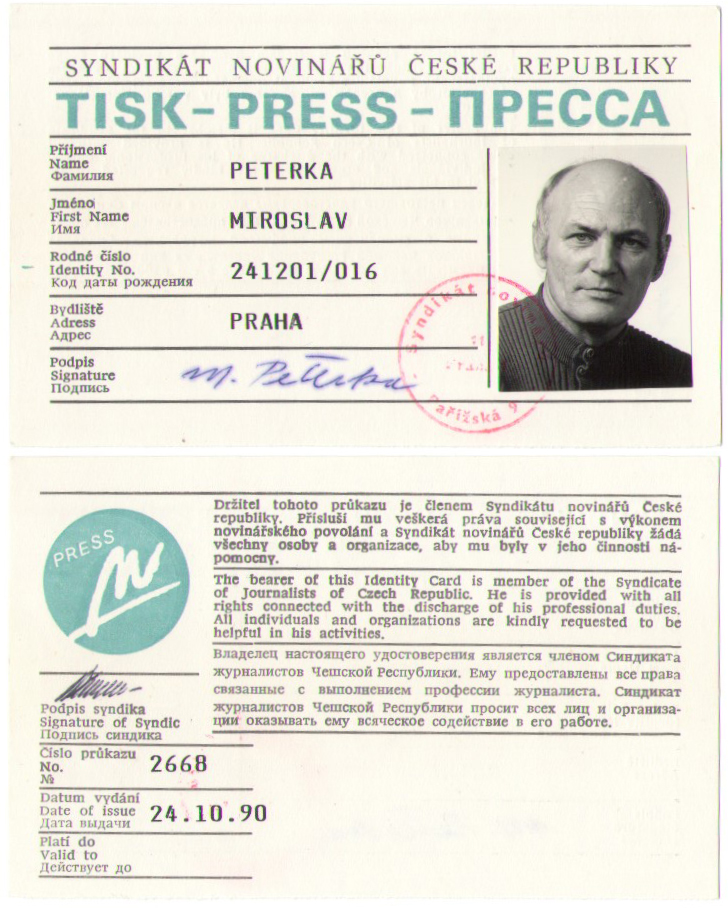
Průkaz Syndikát novinářů Miroslava Peterky

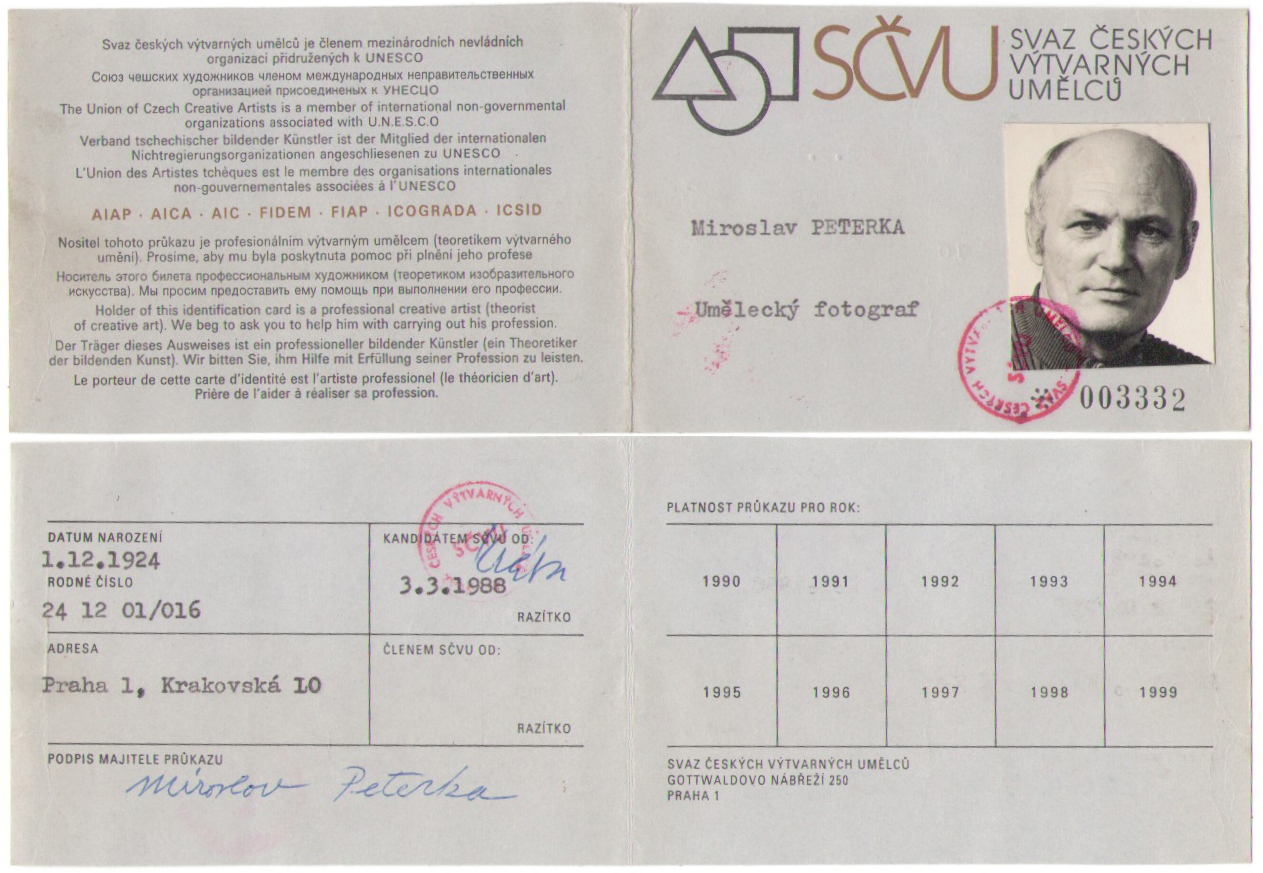
Průkaz SČVU Miroslava Peterky

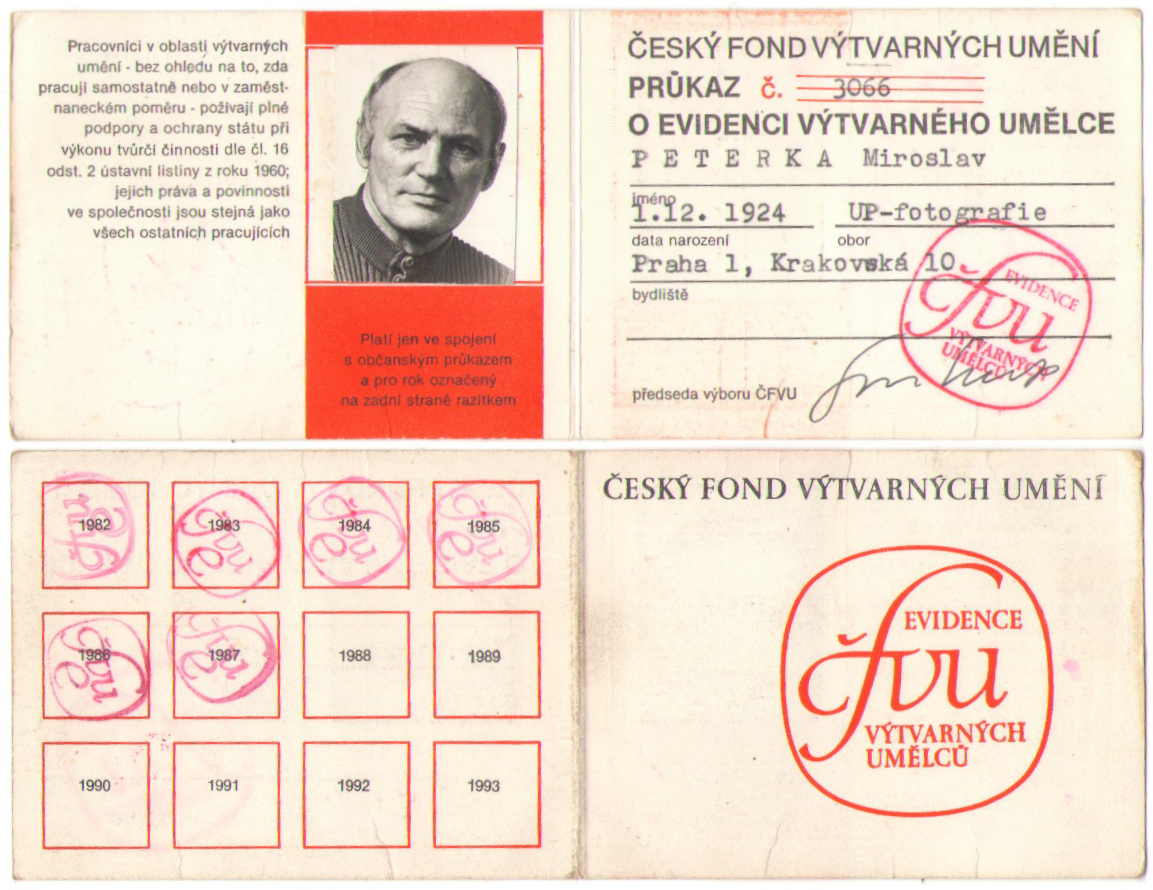
Průkaz Výtvarný umělec Miroslava Peterky

## Výstavy

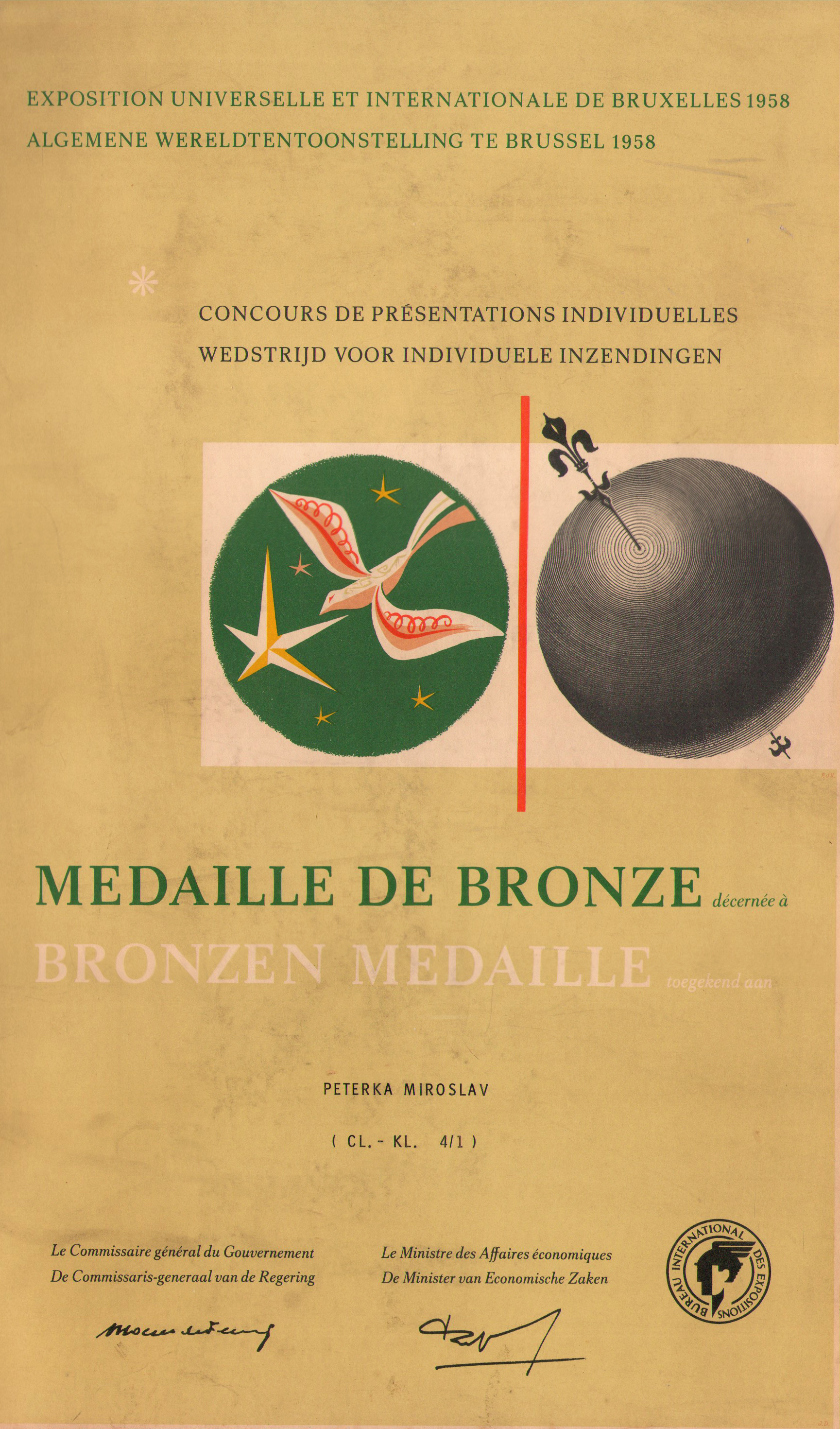
Bronzová medaile, Světová výstava v Bruselu (1958). Certifikát

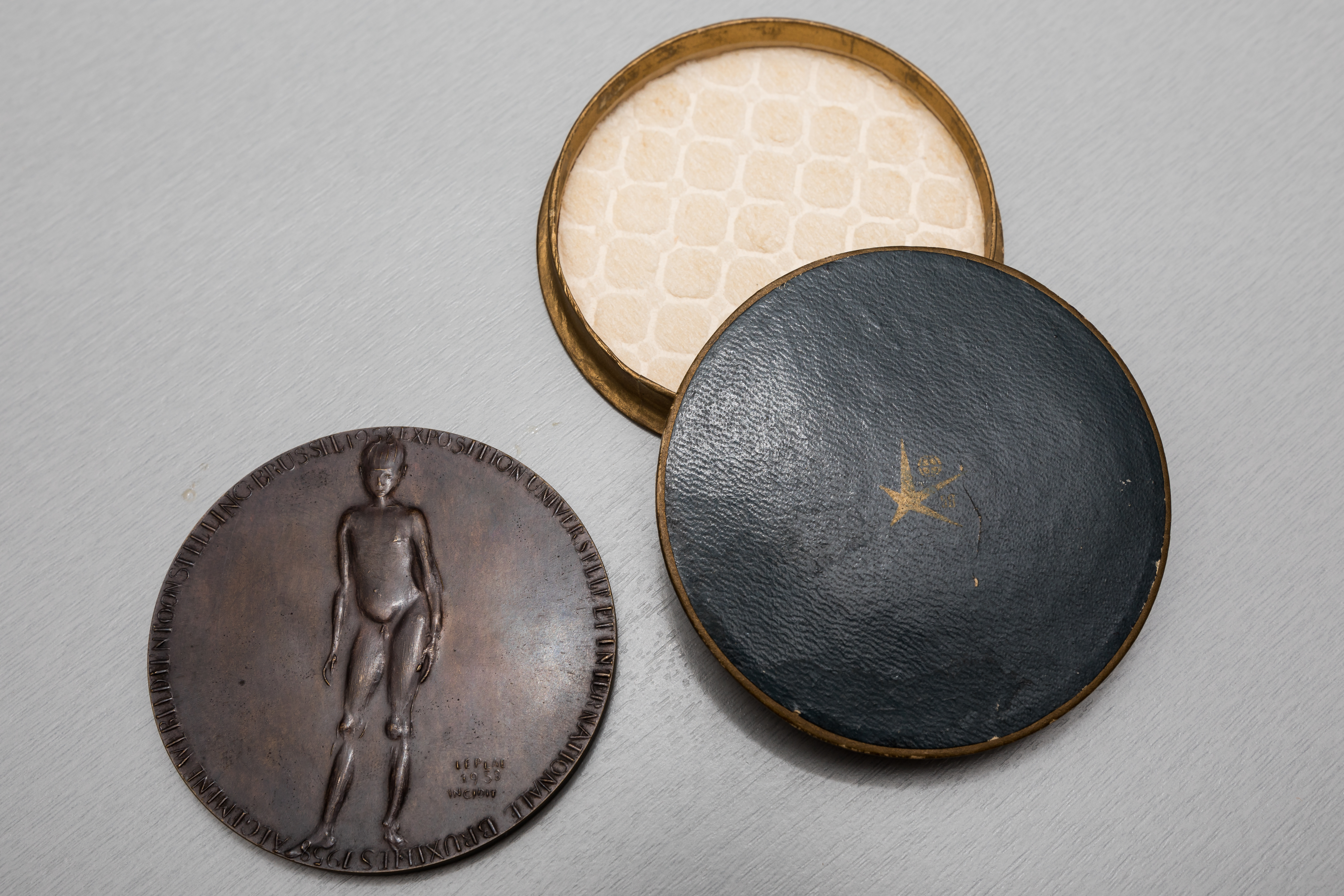
Bronzová medaile, Světová výstava v Bruselu (1958). Přední strana

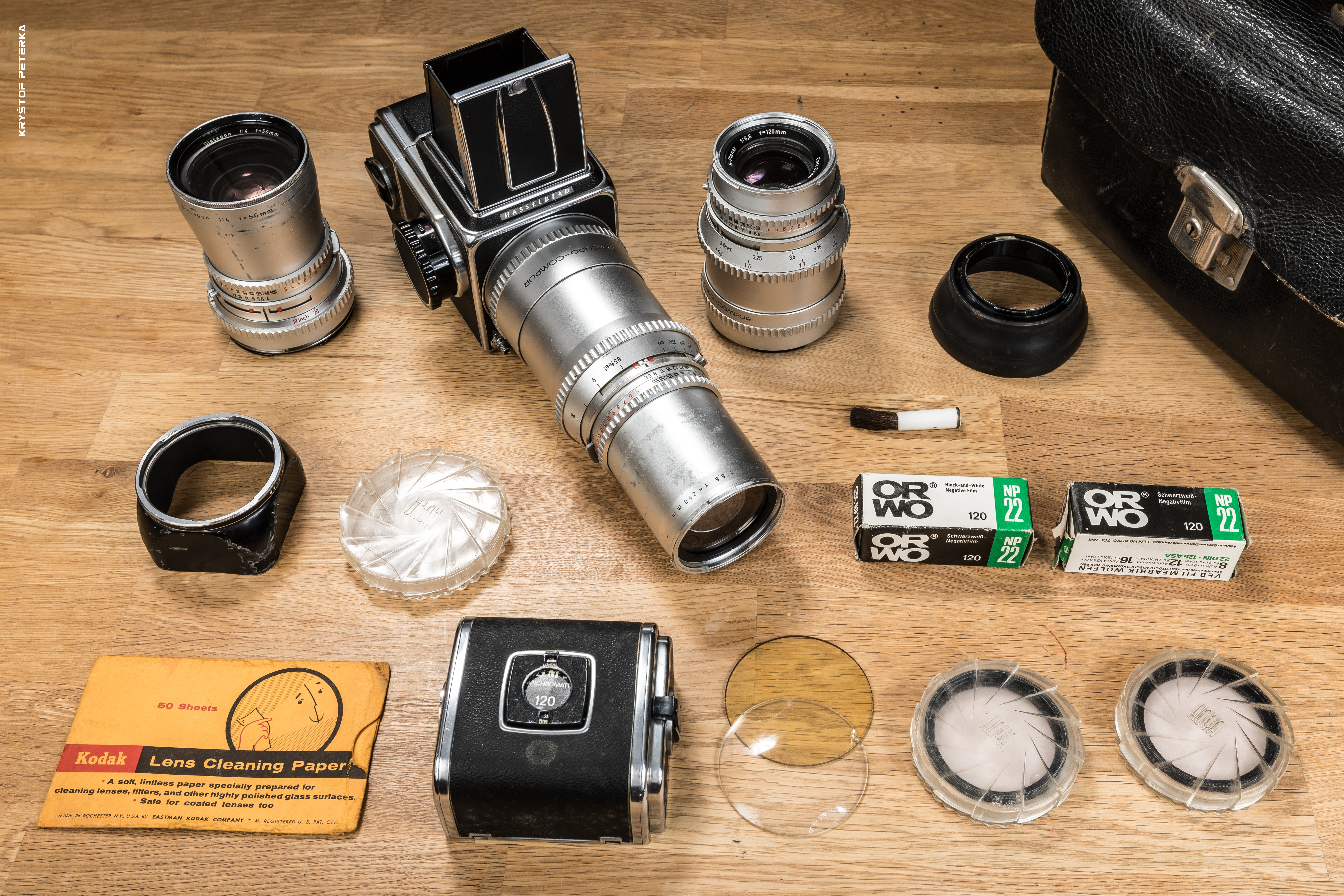
Fotoaparát Hasselblad Miroslava Peterky

Společné výstavy: Od roku 1953 se zúčastňoval členských výstav pořádaných foto-sekcí Svazu československých výtvarných umělců.
Samostatné výstavy:
- 1960 „Pražské hudební jaro“. Městská lidová knihovna, Praha.
- 1961 „Mistři koncertních síní“. Melantrich, Praha.
- 1962 „Lidé těchto dnů“. Síň SČSP, Brno.
- 1963 „Pražské hudební jaro“. Výstavní síň, Bratislava
- 1971–1972:
  - „Prague, a center of classic music“. Skinny Art Galery, Los Angeles.
  - „The Towers of Prague, Paris and London“. Art Museum, Los Angeles.
  - „The Song of Prague“ . University of California, Los Angeles.

## Monografie
Fotografické knihy:
- „Zajíček v své jamce sedí sám“. SNDK, Praha (1952). Fotografie Miroslav Peterka, text Anna Malínská.
- „The Face of A Country“. Artia, Praha (1958). Fotografie Jindřich Marco a Miroslav Peterka. 203 černobílých fotografií zachycuje tvář Československa 50. let 20. století.
- „Prague Spring“. Artia, Praha (1961). Fotografie Miroslav Peterka, text Karel Dvořák.
- „Pražské jaro“. Orbis, Praha (1964). Fotografie Miroslav Peterka, text Karel Dvořák. Fotograf a spisovatel zachytili v knížce plné poezie nenapodobitelné kouzlo hudebního festivalu „Pražské jaro“, a zároveň dokumentují tehdejší život Prahy.[2]
- „České středohoří“. Orbis, Praha (1965). Fotografie Miroslav Peterka, text Anna Sedlmayerová. Zaníceným slovem doprovázené fotografické záběry z Českého středohoří ukazují a objevují jeho nepřeberné přírodní půvaby, historické památky a život v jednom z nejkrásnějších míst naší vlasti.[3]
- „Toto město je ve společné péči obyvatel“ Čs. spisovatel, Praha (1967); Paseka, Praha (2006). Text Bohumil Hrabal, fotografie Miroslav Peterka. Surrealistická textově-fotografická koláž představuje Prahu z mírně ironického hlediska. Text Bohumila Hrabala je sestaven z nejrůznějších knih, bezděčného humoru prvorepublikových vyšetřovacích soudních spisů, z pasáží knihy Pražské tajnosti od Popelky Biliánové, a z odposlechnutých rozhovorů. Fotograf Miroslav Peterka zachycuje žánrové snímky zapadlých zákoutí, typicky pražských paradoxů, s citem pro děj v jediném snímku. Obě složky dohromady dávají mimořádně působivý obrázek.[4]

V pozůstalosti Miroslava Peterky je návrh na publikaci Tváře, který obsahuje na 194 stranách 247 fotografií 114 osob. Je to dokument doby, kterou spoluvytvářely osobnosti našeho kulturního a společenského života jako jsou herci, spisovatelé, výtvarníci a hudebníci v letech 1950–1970. Mezi výtvarníky se objevují například: Vincenc Makovský, Karel Pokorný, Josef Sudek, Vladimír Preclík, Cyril Bouda, Josef Kaplický, Jiří Trnka, Zdeněk Burian, Jan Lauda, Max Švabinský, Jan Zrzavý, Karel Svolinský a další. Mezi spisovateli: František Hrubín, Vítězslav Nezval, Jaroslav Seifert, Jan Drda, Josef Kainar, Jaroslav Dietl, Václav Štech, Bohumil Hrabal, Ludvík Souček apod. Mezi herci Zdeněk Štěpánek, Eduard Kohout, Ladislav Pešek, Václav Vydra, Dana Medřická, Jan Pivec, Jaroslav Vojta, Miroslav Horníček, Jan Werich, Jana Brejchová, Rudolf Hrušínský nebo Radovan Lukavský.

## Galerie

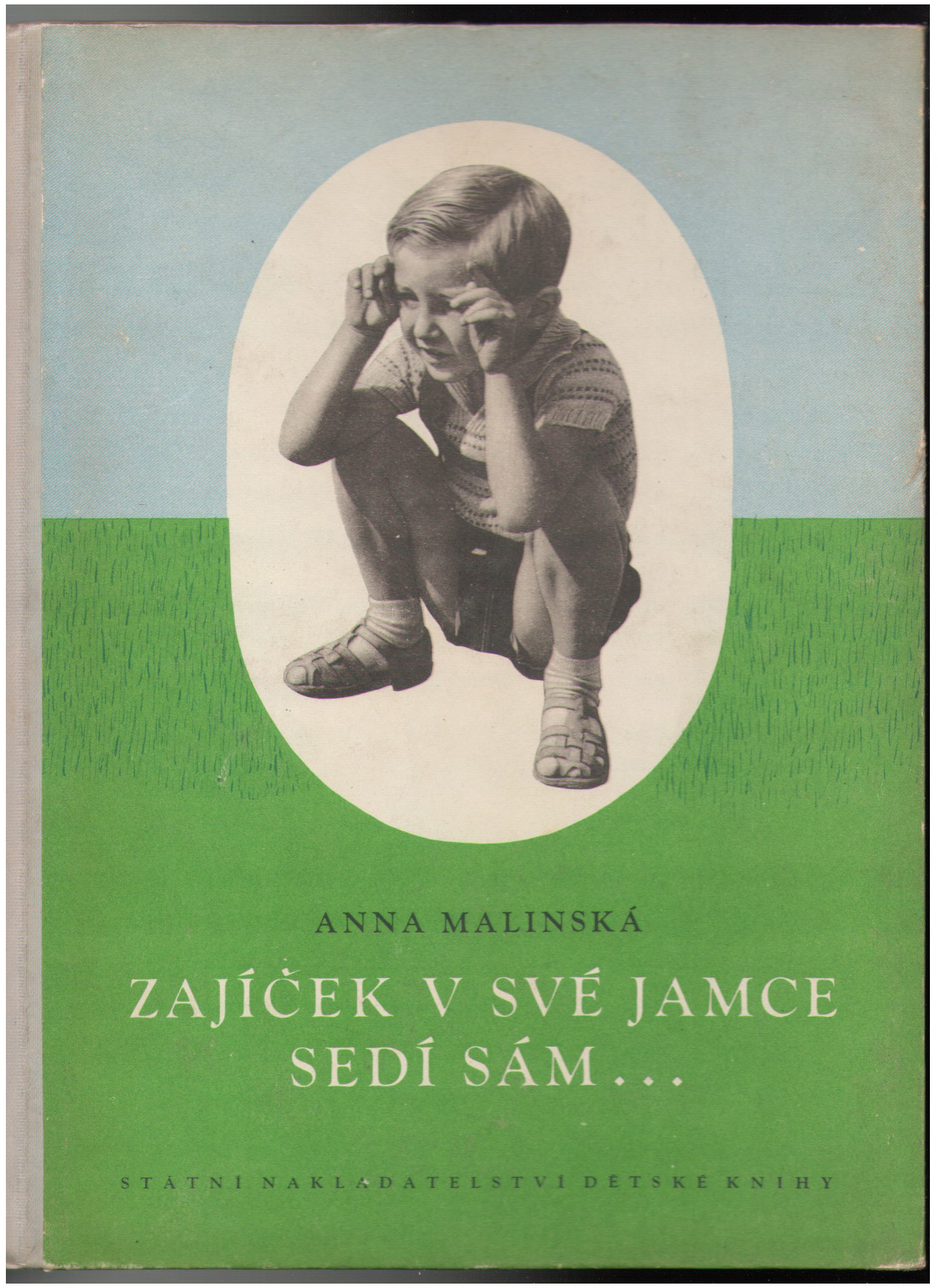
Zajíček v své jamce sedí sám – obal knihy
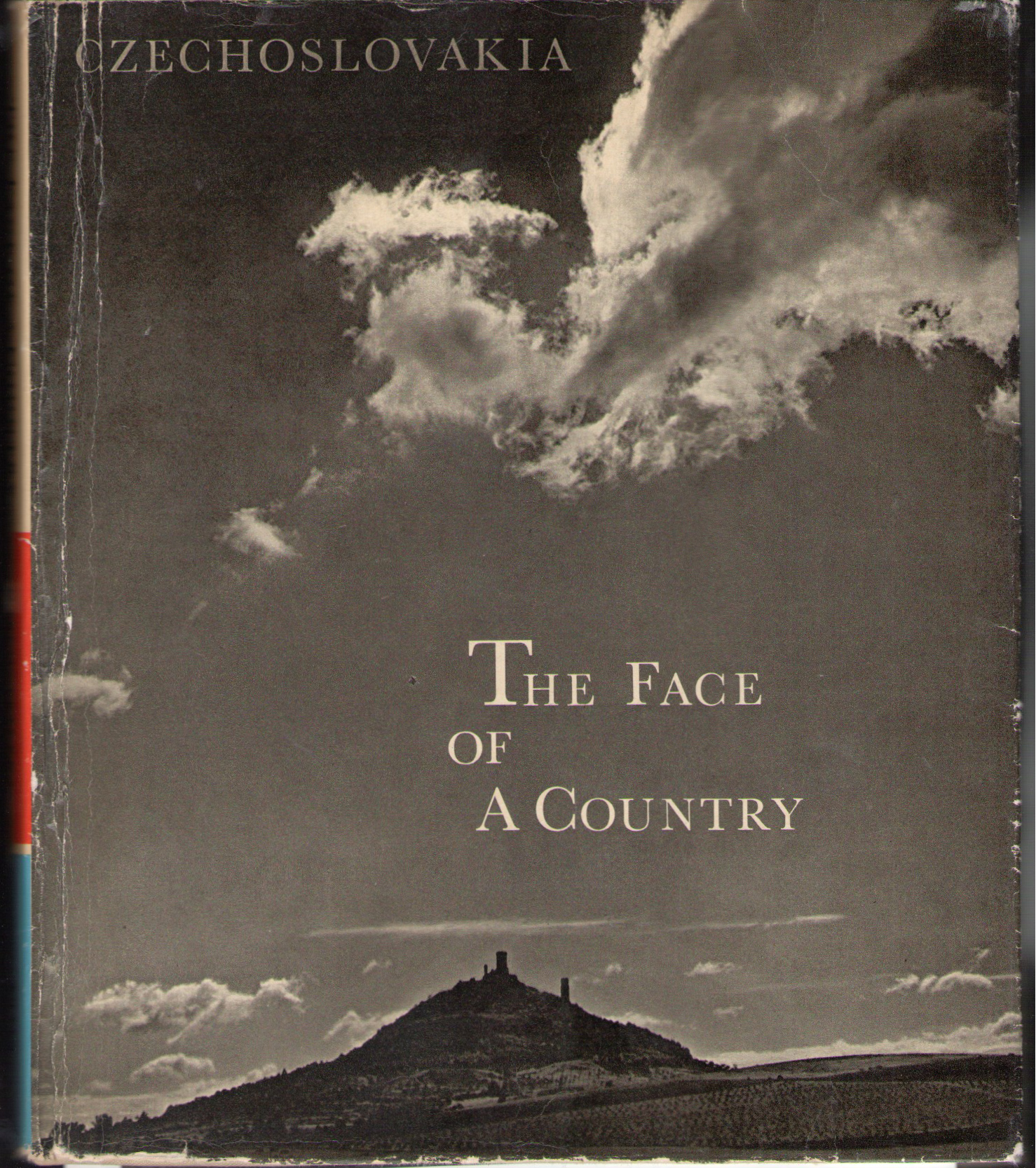
The face of a country – obal knihy
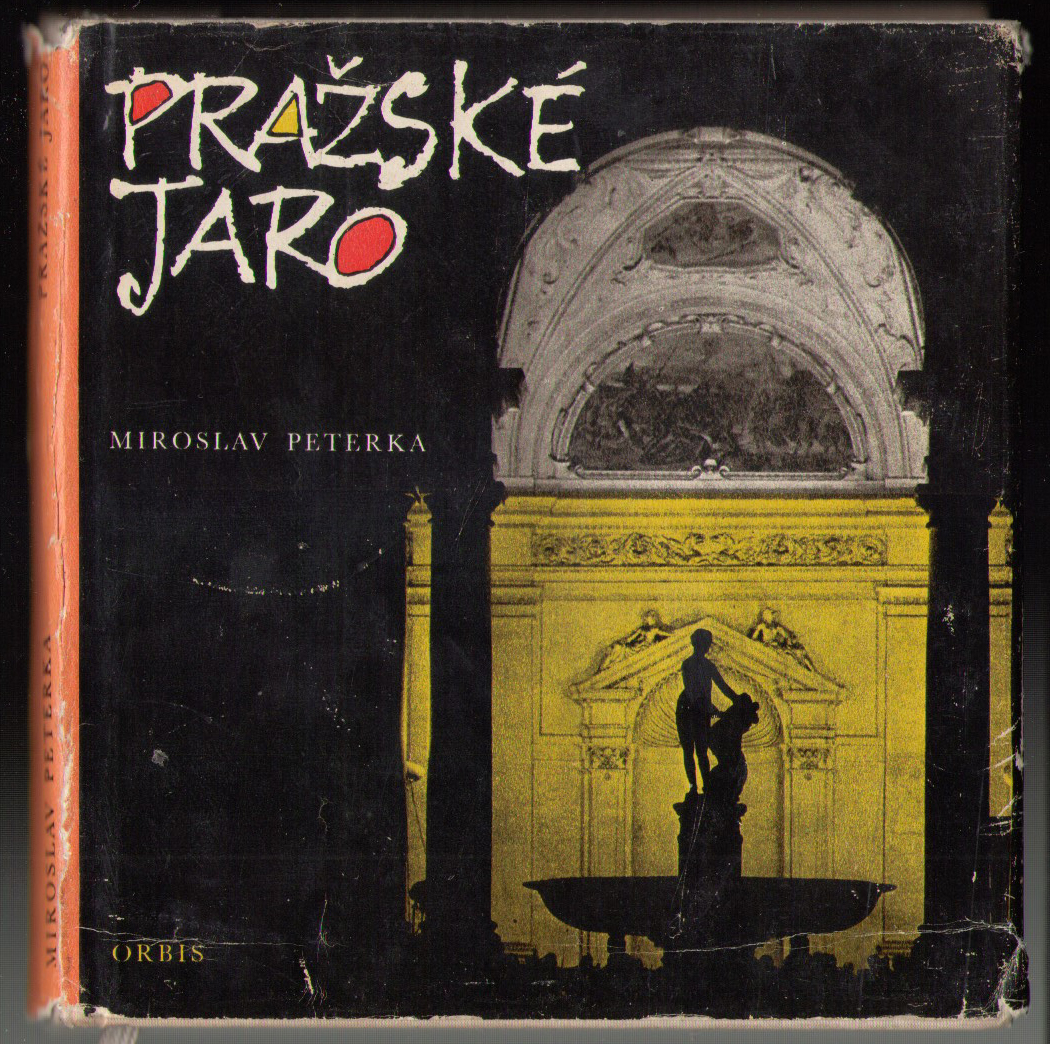
Pražské jaro – obal knihy
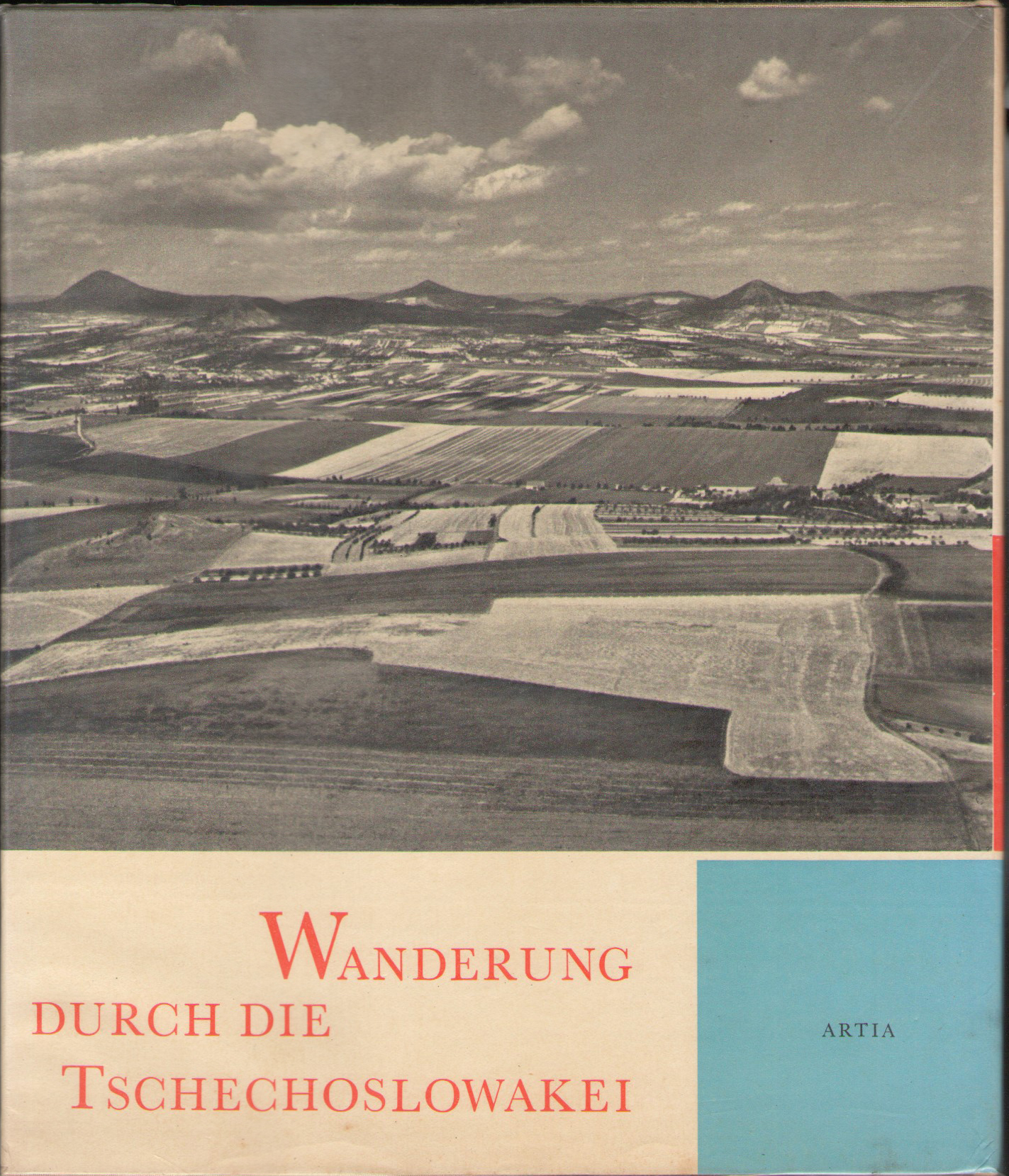
České středohoří – obal knihy
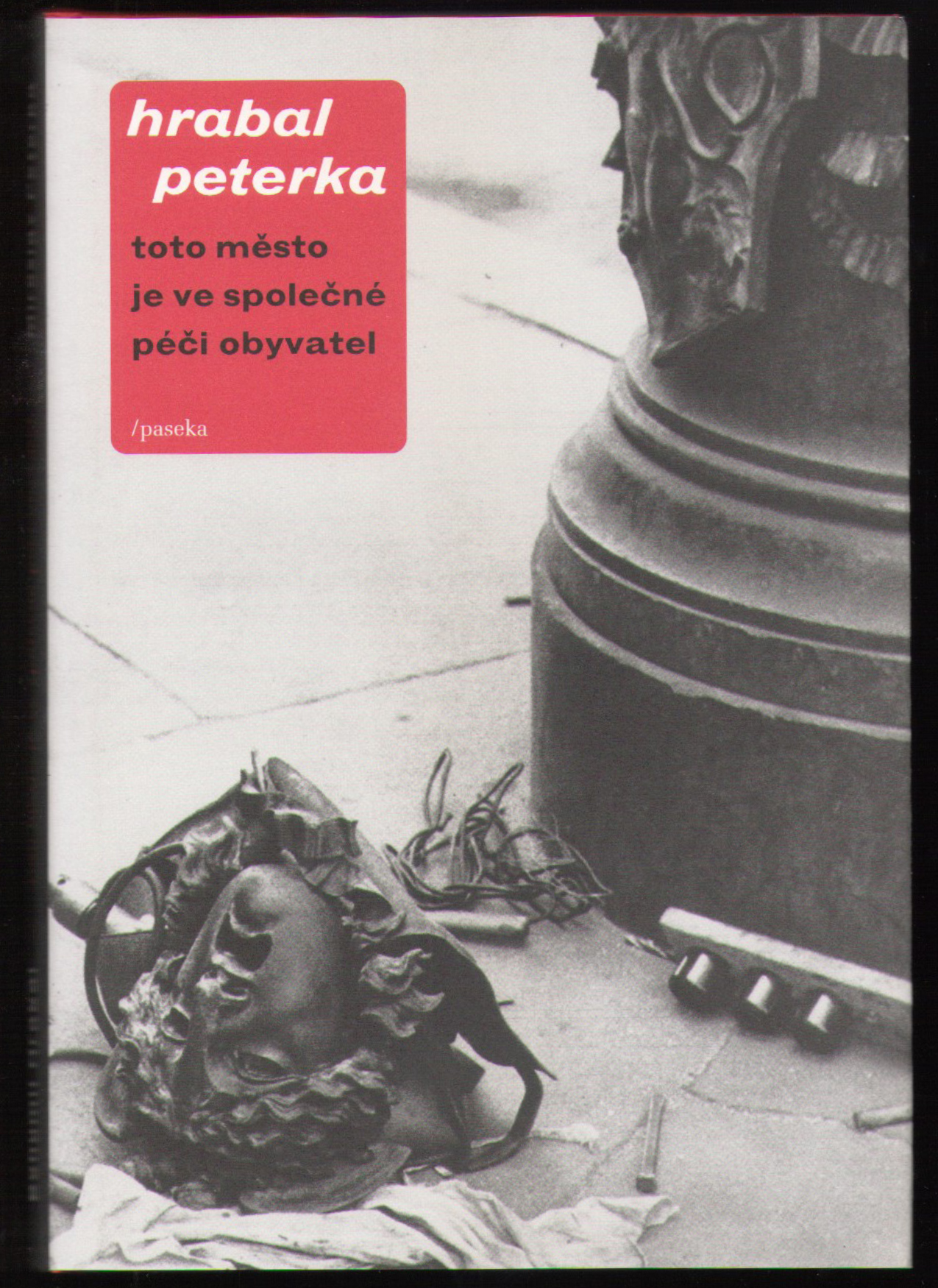
Toto město je ve společné péči obyvatel – obal knihy
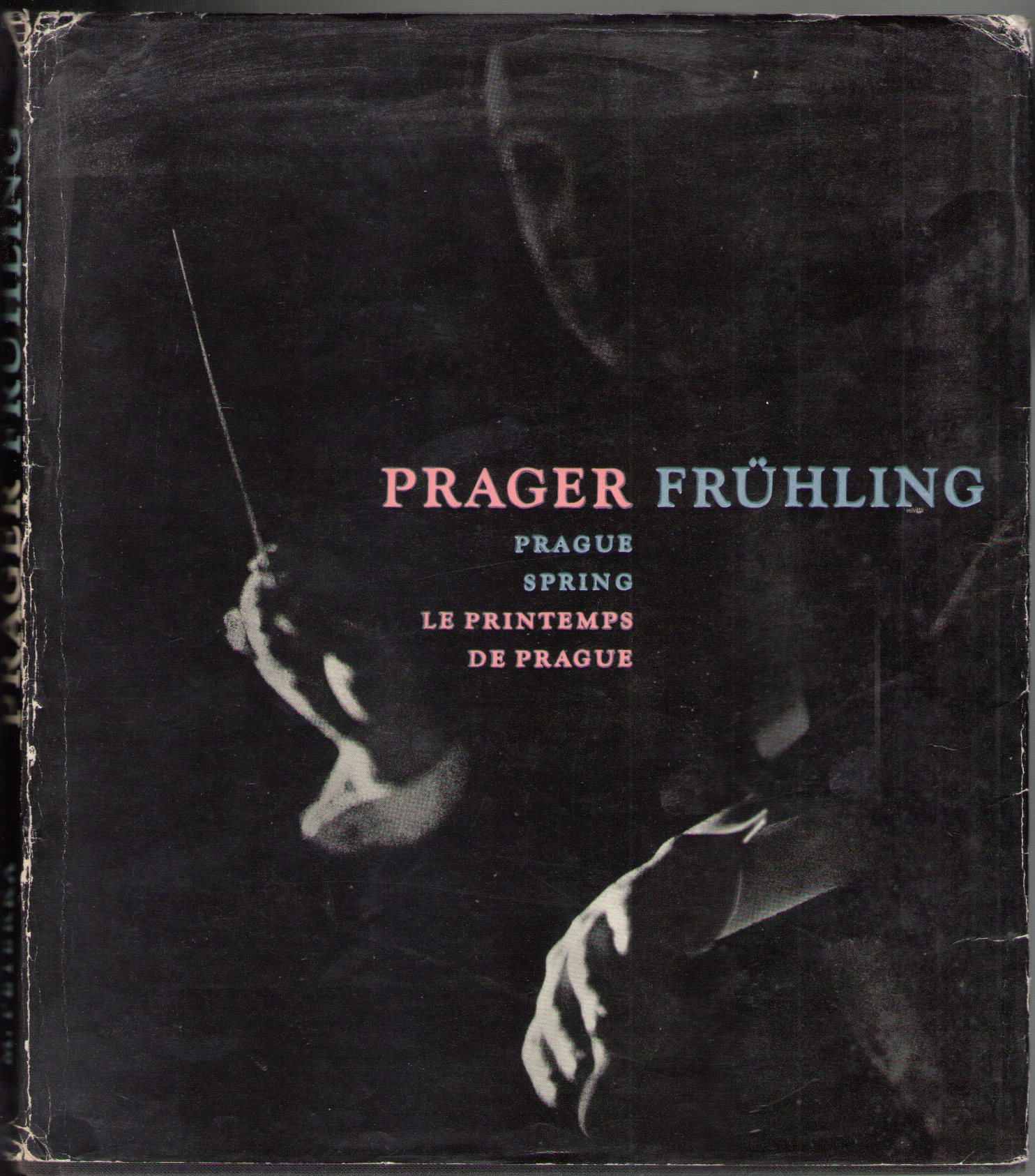
Preger Fruhling – obal knihy
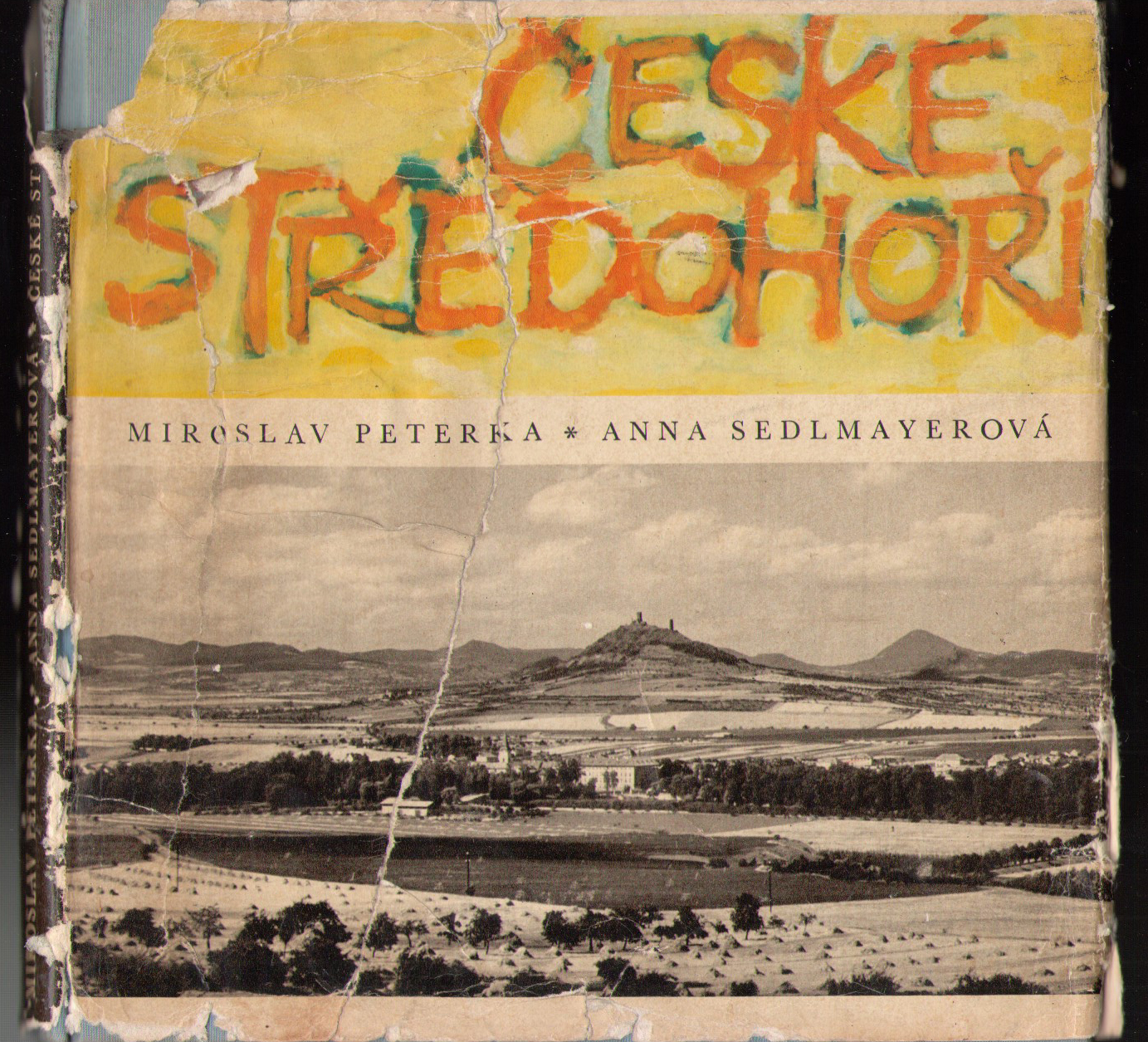
České středohoří – obal knihy
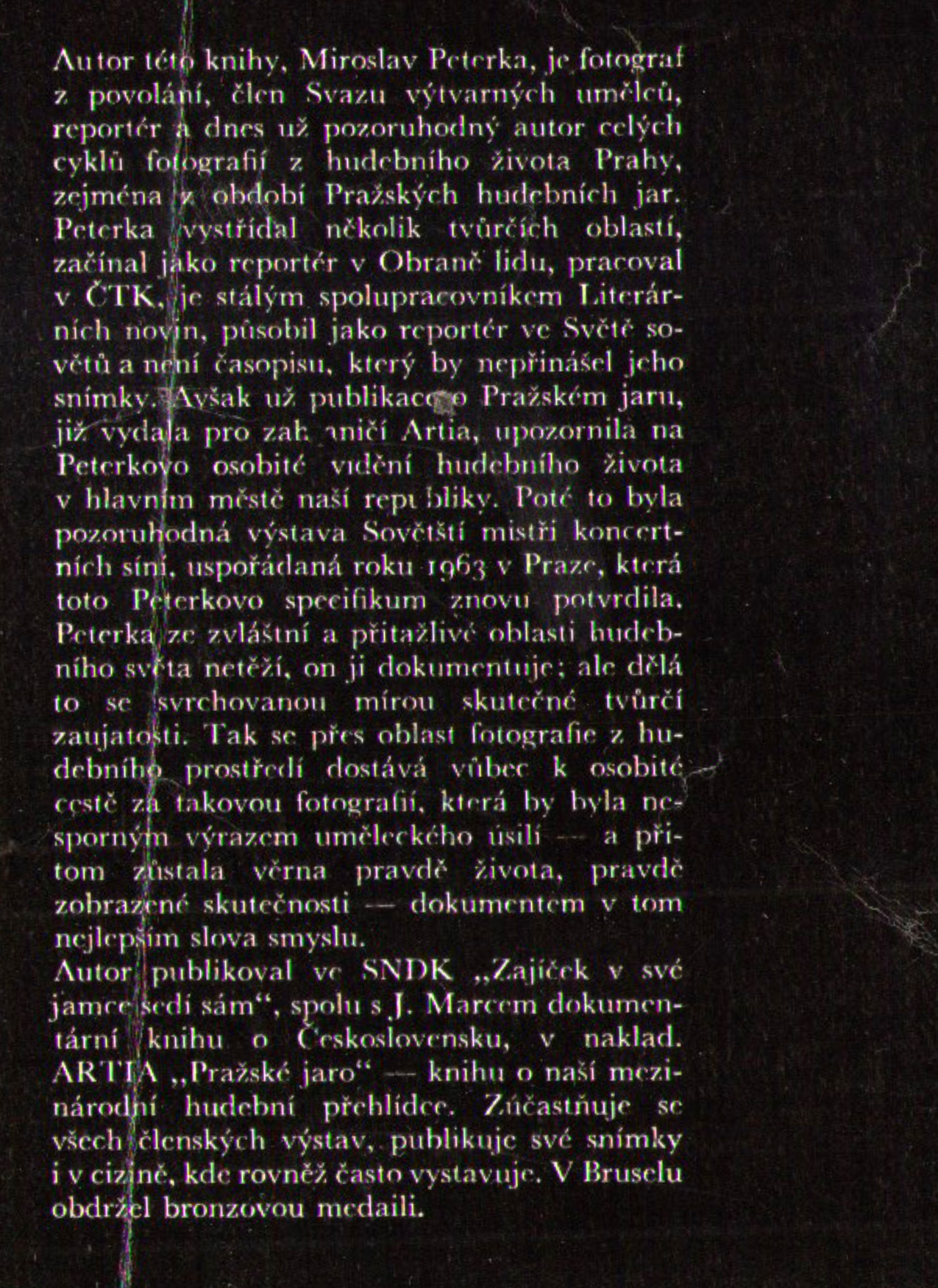
MIroslav Peterka – Pražské jaro
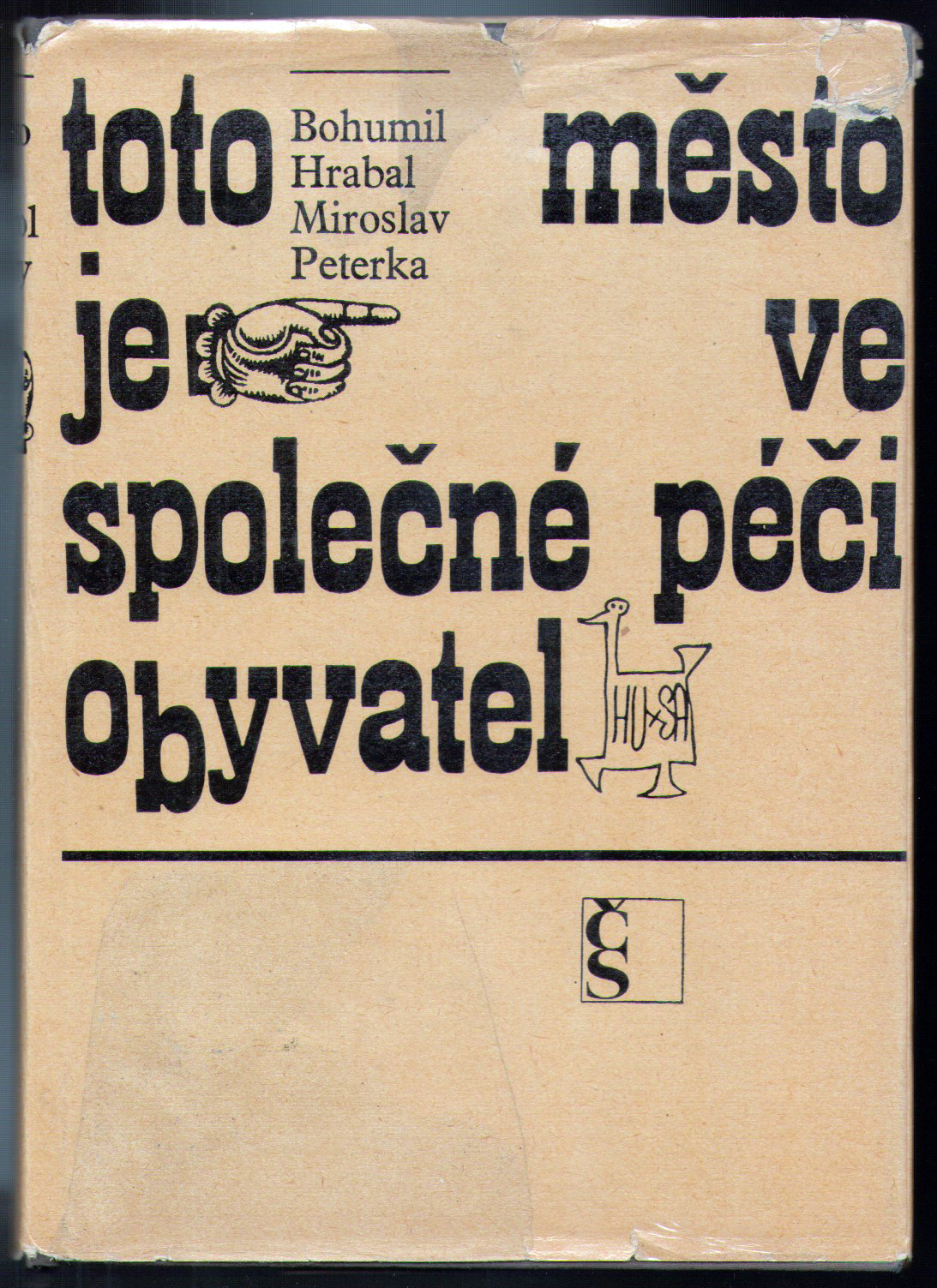
Toto město je ve společné péči obyvatel – obal knihy starší

## Ocenění

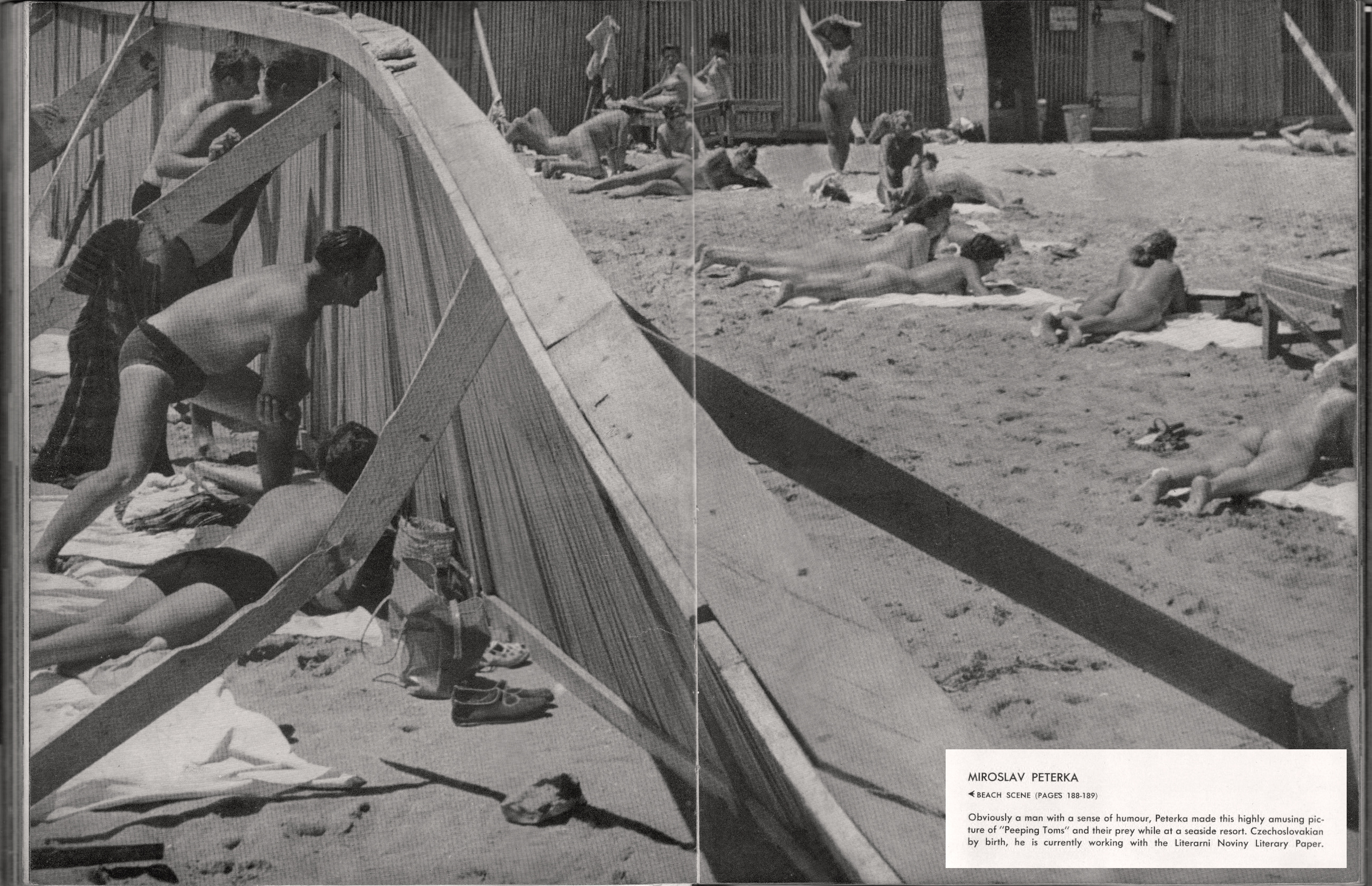
Evina Pláž, z knihy U.S. Camera, 1960

- Cena Svazu čs. Novinářů, Praha (1957). Za sérii fotoreportáží z rudných dolů: „Chlapi tvrdší než skála“ uveřejněných v týdeníku Svět v obrazech.
- Bronzová medaile, Světová výstava v Bruselu (1958).
- Fotografie „Evina pláž“ byla otištěna v prestižní publikaci U.S. Camera 1960.
- Cena a diplom, World Press Photo, Hague (1965).
- Diplom ministra kultury za práci pro EXPO 67 v Montrealu (1967).